# Аверичева, Софья Петровна
Софья Петровна Аверичева (10 сентября 1914, Ларинское, Сковородинский район, Амурская область, Российская империя — 10 мая 2015, Ярославль, Россия) — советская и российская театральная актриса, участница Великой Отечественной войны.

## Биография
Родилась в посёлке Большой Невер (Сковородинский район, Амурская область). В семье было 9 детей, была предпоследним ребёнком. Отец был начальником поисковой экспедиции, занимался поиском новых золоторудных месторождений. Мать умерла, когда Софья была ещё маленькая. Воспитывал её старший брат, с детства умела обращаться с оружием.  В 4-м классе получила в школе справку «отличник-пулеметчик». В 1928 году в 14 лет стала учеником слесаря, дошла до слесаря 6-го разряда. В начале 1930-х годов поступила на курсы шофёров. Работала шофёром, играла в Театре рабочей молодёжи на рабочих приисках, пока не стала актрисой.
Играла в театрах Уфы, Ленинграда, Орла, Ростова Великого. В ростовском театре играла с известными артистами, высланными из столичных городов. Училась у них актёрскому мастерству.
В 1939 году её пригласили в труппу Ярославского театра имени Ф. Г. Волкова, где она стала одной из ведущих актрис театра.
С началом Великой Отечественной войны в 1942 году пошла добровольцем на фронт, служила в Ярославской 234-й Коммунистической дивизии (234-я стрелковая дивизия) сначала бойцом-разведчиком, позже автоматчиком. Разведчица  225-й отдельной мотострелковой роты. В апреле 1943 года была ранена. В 1945 году ефрейтор, разведчик-наблюдатель взвода пешей разведки 1340-го стрелкового полка 234-й стрелковой дивизии РККА СССР. Награждена девятью боевыми наградами. Написала книгу мемуаров «Дневник разведчицы» о трёх своих фронтовых годах.
После окончания войны в 1945 году вернулась в Волковский театр, где прослужила до 1991 года. За годы работы в театре сыграла около ста ролей.
Была депутатом Ярославского городского совета шести созывов и профсоюзным лидером.
Умерла 10 мая 2015 года на 101-м году жизни в Ярославле.

### Семья
- Муж — Василий Иванович Малков, подполковник[5].

## Награды
- Нагрудный знак «Отличный разведчик»;
- Орден Красного Знамени:  30.04.1943, 17.06.1943;
- Орден Красной Звезды: 28.04.1945-29.04.1945;
- Орден Отечественной войны I степени;
- Медаль «За трудовую доблесть» (11 июля 1950)[6];
- Два медали «За отвагу»: 03.09.1942;
- Медаль «За боевые заслуги»;
- Медаль «За освобождение Варшавы»;
- Медаль «За взятие Берлина»;
- Медаль «За победу над Германией в Великой Отечественной войне 1941-1945 гг.»;
- Медаль «Ветеран труда»;
- Медаль 1-й степени «За заслуги во благо земли Ярославской» (2014) и др.

## Работы в театре
- «Нора» Ибсена — Нора (Ростовский театр)

### Театр драмы им. Ф. Волкова
- «Коварство и любовь» Ф. Шиллер — Луиза
- «Машенька» А. Афиногенов — Машенька
- «Варвары» М. Горький — Анна Фёдоровна
- «Шёл солдат с фронта» — Софья
- «Маскарад» М. Ю. Лермонтов — Нина
- «Горе от ума» А. С. Грибоедов — Софья
- «Молодая гвардия» А. Фадеев — Любовь Шевцова
- «Егор Булычов и другие» — Елизавета
- «На дне» М. Горький — Василиса
- «Фёдор Волков» — Императрица Елизавета Петровна
- «Сестры Фёдоровы» — Саша
- «Павел Греков» — Мир-Ахметова
- «Недоросль» Д. Фонвизин — Простакова
- «Без вины виноватые» А. Н. Островский (1952) — Шелавина
- «Глубокие корни» — Гоней Торнер
- «Восемь любящих женщин» — Шанель
- «Гостиница „Астория“» (1957) — Маруся
- «Зимняя баллада» (1971) — Тамара
- «Илья Муромец и Соловей-разбойник» — Княгиня Апраксия

## Фильмография
- 1968 — Люди, как реки... — эпизод
- 1978 — Чужая — эпизод

## Память
- Изображена на стеле «Город трудовой доблести» в Ярославле, установленной в парке Мира.